# ビャーネ・ブルースタ
ビャーネ・ブルースタ（Bjarne Brustad、1895年3月4日 - 1978年5月20日）は、ノルウェーの作曲家、ヴァイオリニスト、ヴィオリスト。
クリスチャニア出身。スタヴァンゲルとオスロの交響楽団で演奏していたが、1920年代にパリ・ミュンヘン・ベルリンなどのヨーロッパの都市を旅行し、音楽的に大きな影響を受けた。1928年から1943年までオスロ・フィルハーモニー管弦楽団の首席ヴィオラ奏者を務めたが、第二次世界大戦後は作曲が活動の中心となった。作品には交響曲、ヴァイオリン協奏曲、室内楽曲、オペラなどがある。

## 作品
- ノルウェー組曲〜ヴィオラとピアノのための（1926年）
- 奇想曲〜ヴィオラとヴァイオリンのための（1931年）
- パルティータ〜ヴィオラ独奏のための（1931年、1957年改訂）
- コンチェルティーノ〜ヴィオラと室内オーケストラのための（1932年）
- ヴァイオリン独奏のための組曲（1969年） ※カミラ・ウィックスに献呈